# Trzydziesty trzeci rząd Izraela
Trzydziesty trzeci rząd Izraela – rząd Izraela, którego premierem został Binjamin Netanjahu z Likudu, sformowany 18 marca 2013 i urzędujący do 14 maja 2015.
Po wyborach powszechnych w 2013 roku koalicję rządową zawarła prawicowe ugrupowania: koalicja Likud−Nasz Dom Izrael (Jisra’el Betenu) (31 posłów) z Żydowskim Domem (Ha-Bajit Ha-Jehudi) (12 posłów) i Jest Przyszłość (Jesz Atid) (19 posłów) oraz liberalnym ugrupowaniem Ruch (Ha-Tenu’a) (6 posłów). Razem koalicja dysponowała 68 głosami 120-osobowym Knesecie.
Premierem
Pod koniec 2014 w wyniku konfliktu wewnątrz gabinetu Netanjahu zdymisjonował liderów koalicyjnych partii Jest Przyszłość – Ja’ira Lapida oraz Ruchu – Cippi Liwni, co zaowocowało zerwaniem przez nie koalicji i przedterminowymi wyborami, które odbyły się 17 marca 2015.
14 maja 2015 powołany został nowy koalicyjny rząd, ponownie pod przewodnictwem Binjamina Netanjahu.
| Stanowisko                                                     | Minister            | Partia                      | Od                | Do                | Uwagi                                                |
| -------------------------------------------------------------- | ------------------- | --------------------------- | ----------------- | ----------------- | ---------------------------------------------------- |
| Premier                                                        | Binjamin Netanjahu  | Likud                       | 18 marca 2013     | 14 maja 2015      |                                                      |
| Minister spraw zagranicznych                                   | Binjamin Netanjahu  | Likud                       | 18 marca 2013     | 11 listopada 2013 | zrezygnował, by stanowisko mógł objąć Lieberman      |
| Minister spraw zagranicznych                                   | Awigdor Lieberman   | Nasz Dom Izrael             | 11 listopada 2013 | 14 maja 2015      |                                                      |
| Minister rolnictwa i rozwoju wsi                               | Ja’ir Szamir        | Nasz Dom Izrael             | 18 marca 2013     | 14 maja 2015      |                                                      |
| Minister komunikacji                                           | Gilad Erdan         | Likud                       | 18 marca 2013     | 4 listopada 2014  | Objął funkcję ministra spraw wewnętrznych            |
| Minister komunikacji                                           | Binjamin Netanjahu  | Likud                       | 5 listopada 2014  | 14 maja 2015      |                                                      |
| Minister kultury i sportu                                      | Limor Liwnat        | Likud                       | 18 marca 2013     | 14 maja 2015      |                                                      |
| Minister obrony                                                | Mosze Ja’alon       | Likud                       | 18 marca 2013     | 14 maja 2015      |                                                      |
| Minister rozwoju Negew i Galilei                               | Silwan Szalom       | Likud                       | 18 marca 2013     | 14 maja 2015      |                                                      |
| Minister rozwoju regionalnego                                  | Silwan Szalom       | Likud                       | 18 marca 2013     | 14 maja 2015      |                                                      |
| Minister ds. energii i zasobów wodnych                         | Silwan Szalom       | Likud                       | 18 marca 2013     | 14 maja 2015      |                                                      |
| Minister edukacji                                              | Szaj Piron          | Jest Przyszłość (Jesz Atid) | 18 marca 2013     | 4 grudnia 2014    | zrezygnował po zdymisjonowaniu Ja’ira Lapida         |
| Minister ochrony środowiska                                    | Amir Perec          | Ruch (Ha-Tenu’a)            | 18 marca 2013     | 11 listopada 2014 | zrezygnował w sprzeciwie do planów budżetowych rządu |
| Minister finansów                                              | Ja’ir Lapid         | Jest Przyszłość (Jesz Atid) | 18 marca 2013     | 2 grudnia 2014    | zdymisjonowany przez Netanjahu                       |
| Minister zdrowia                                               | Ja’el German        | Jest Przyszłość (Jesz Atid) | 18 marca 2013     | 4 grudnia 2014    | zrezygnowała po zdymisjonowaniu Ja’ira Lapida        |
| Minister mieszkalnictwa i budownictwa                          | Uri Ari’el          | Żydowski Dom                | 18 marca 2013     | 14 maja 2015      |                                                      |
| Minister absorpcji imigrantów                                  | Sofa Landwer        | Nasz Dom Izrael             | 18 marca 2013     | 14 maja 2015      |                                                      |
| Minister ekonomii                                              | Naftali Bennett     | Żydowski Dom                | 18 marca 2013     | 14 maja 2015      |                                                      |
| Minister spraw religijnych                                     | Naftali Bennett     | Żydowski Dom                | 18 marca 2013     | 14 maja 2015      |                                                      |
| Minister ds. Jerozolimy i diaspory                             | Binjamin Netanjahu  | Likud                       | 18 marca 2013     | 29 kwietnia 2013  |                                                      |
| Minister ds. Jerozolimy i diaspory                             | Naftali Bennett     | Żydowski Dom                | 29 kwietnia 2013  | 14 maja 2015      |                                                      |
| Minister spraw wewnętrznych                                    | Gidon Sa’ar         | Likud                       | 18 marca 2013     | 4 listopada 2014  | zrezygnował, wycofał się z polityki                  |
| Minister spraw wewnętrznych                                    | Gilad Erdan         | Likud                       | 4 listopada 2014  | 14 maja 2015      |                                                      |
| Minister obrony cywilnej                                       | Gilad Erdan         | Likud                       | 18 marca 2013     | 30 czerwca 2014   | ministerstwo zlikwidowane                            |
| Minister ds. stosunków międzynarodowych                        | Juwal Steinitz      | Likud                       | 18 marca 2013     | 14 maja 2015      |                                                      |
| Minister planowania strategicznego                             | Juwal Steinitz      | Likud                       | 18 marca 2013     | 14 maja 2015      |                                                      |
| Minister wywiadu                                               | Juwal Steinitz      | Likud                       | 18 marca 2013     | 14 maja 2015      |                                                      |
| Minister sprawiedliwości                                       | Cippi Liwni         | Ruch (Ha-Tenu’a)            | 18 marca 2013     | 2 grudnia 2014    | zdymisjonowana przez Netanjahu                       |
| Minister ds. emerytów                                          | Uri Orbach          | Żydowski Dom                | 18 marca 2013     | 16 grudnia 2015   | zmarł                                                |
| Minister ds. emerytów                                          | Binjamin Netanjahu  | Likud                       | 16 lutego 2015    | 14 maja 2015      |                                                      |
| Minister bezpieczeństwa publicznego                            | Jicchak Aharonowicz | Nasz Dom Izrael             | 18 marca 2013     | 14 maja 2015      |                                                      |
| Minister nauki i technologii                                   | Ja’akow Peri        | Jest Przyszłość (Jesz Atid) | 18 marca 2013     | 4 grudnia 2014    | zrezygnował po zdymisjonowaniu Ja’ira Lapida         |
| Minister turystyki                                             | Uzzi Landau         | Nasz Dom Izrael             | 18 marca 2013     | 14 maja 2015      |                                                      |
| Minister transportu, infrastruktury i bezpieczeństwo drogowego | Jisra’el Kac        | Likud                       | 18 marca 2013     | 14 maja 2015      |                                                      |
| Minister pracy i opieki społecznej                             | Me’ir Kohen         | Jest Przyszłość (Jesz Atid) | 18 marca 2013     | 4 grudnia 2014    | zrezygnował po zdymisjonowaniu Ja’ira Lapida         |